# طاولة العمليات

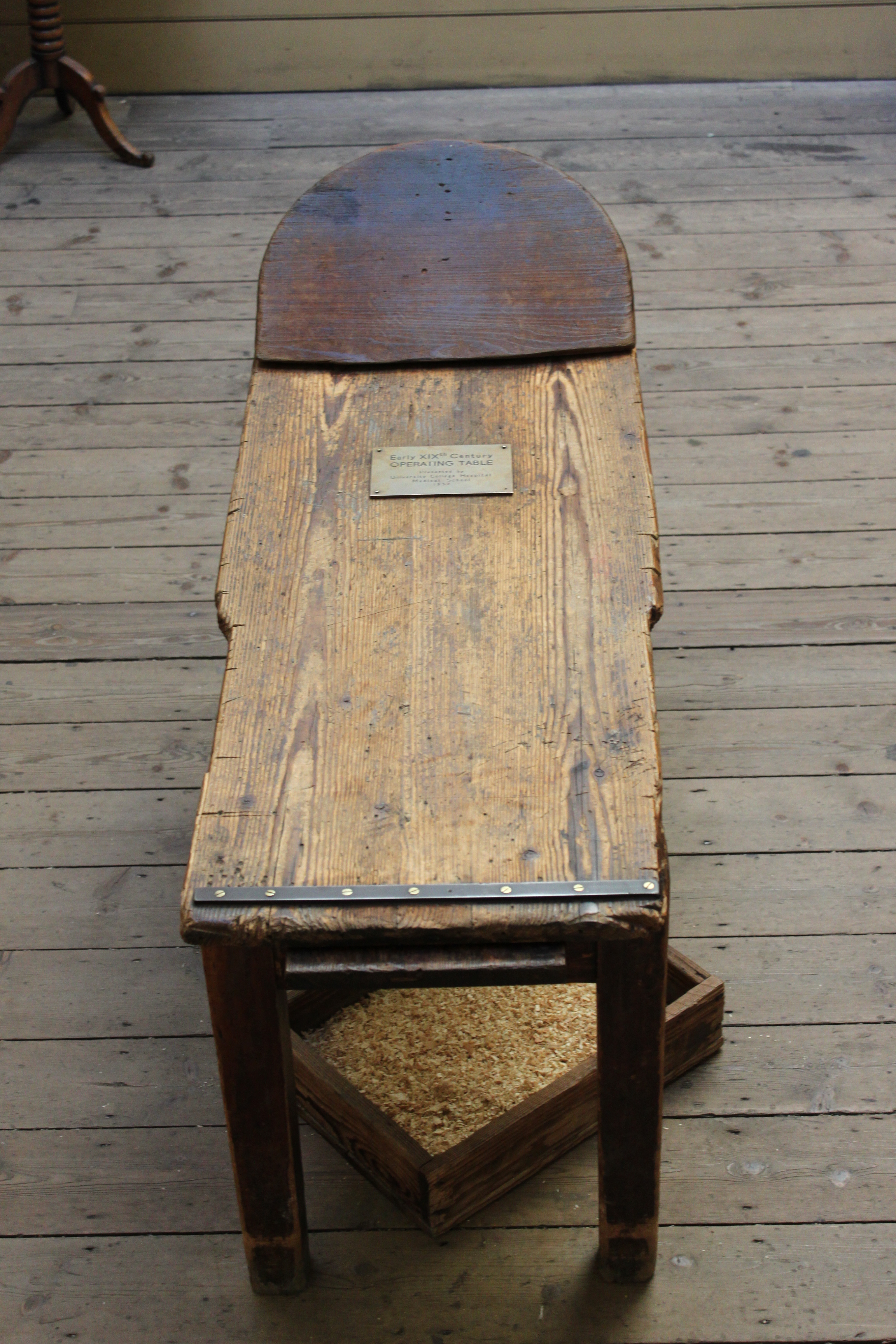
طاولة عمليات من القرن التاسع عشر.

طاولة العمليات، تسمى أحيانًا طاولة غرفة العمليات، وهي الطاولة التي يستلقي عليها المريض أثناء العملية الجراحية. هذه الأداة عادةً ما تتواجد في غرفة العمليات في المستشفى.

## التعريف

### التصنيفان الرئيسيان
طاولة العمليات مؤلفة من ثلاثة أجزاء: العمود، والجزء العلوي والناقل. الطاولة الحديثة موجودة على شكل طاولات ثابتة ومتحركة. توجد أنواع مختلفة من الجزء العلوي المُصممة للجراحة العامة والاختصاصات الدقيقة الأُخرى. وتكون الطاولات المتحركة مُصممة لاختصاصات معينة. تكوّن القاعدة مع العمود والجزء العلوي وحدة واحدة.
لكون عمود الطاولة الثابتة مثبت بشكل محكم إلى الأرض، يمكن جلب الأجهزة الطبية الملحقة إلى مكان العملية وتصويبها. هذه الأجهزة تتضمن على سبيل المثال، أجهزة الأشعة السينية، والتي يمكن سحبها بسهولة تحت الجزء العلوي. يوفر هذا النظام مساحة إضافية لسيقان العاملين عليها.
عناصر إضافية يمكن إضافتها، هذه الميزة مهمة جدًا حيث يمكن تعديل الطاولة لتناسب المريض أو الفرع الجراحي.
بالنسبة للطاولة المتحركة، يمكن تغيير موقعها في غرفة العمليات، لكن أرجل الطاولة تحدد حركة الساق للفريق الجراحي.
القطعة العلوية يمكن إزالتها وتبديلها بسهولة. كما تسمح بإجراء أشعة سينية وتسمح بتوصيل الكهرباء.
ميزة أخرى مهمة في نظام طاولة العمليات هي إمكانية استخدام وحدات استعراض تكاملية لإنشاء اتصال مع أنظمة تشخيص، على سبيل المثال، تصوير الأوعية الدموية، الرنين المغناطيسي والتصوير المقطعي. هذه الميزة متوفرة فقط في الطاولات التي تحتوي على عمود ثابت لأن هذه الأنظمة تتطلب وجود نقطة تصوير ثابتة.

## الخصائص والمتطلبات الموجودة في الطاولات الجراحية
يوجد عدد من الوظائف الأساسية المطلوب تواجدها في كل الطاولات الجراحية. على سبيل المثال، ارتفاع الطاولة يجب أن يكون قابلًا للتغيير. هذه هي الطريقة الوحيدة التي يمكن بها للجراح تعديلها تبعًا لطوله والعمل بأمان. كذلك وجود إمكانية إمالة الطاولة للحصول على نظرة أفضل على تجاويف الجسم واستخدام الجاذبية لتحريك الأعضاء (عمليات تنظير البطن). إضافةً إلى ذلك، يجب أن تكون القطع الأخرى من الطاولة قابلة للتعديل والتحريك. هذه هي الطريقة الوحيدة لإبقاء الثني الطبيعي للأطراف ووضعها في موضع مناسب للعملية. خاصية أخرى للطاولة الجراحية هي نافذة لمرور الأشعة. الوجه النافذ للأشعة يجب أن يكون كبيرًا قدر الإمكان لضمان الحصول على أفضل صورة. يجب أن تكون وسائد الطاولة ناعمة ونافذة للأشعة. ناعمة لتوزيع الضغط بشكل متساوٍ لكيلا يصاب المريض بتقرحات ناتجة من الضغط والتي من الممكن أن تصيب فريق العمل أيضًا.

## مقارنة: الطاولة الجراحية الثابتة والمتحركة
الطاولة الثابتة فيها عدد من المميزات. عملية تحويلها أسهل لكونها وحدة واحدة وملتصقة بإحكام إلى الأرض وبذلك لا يحتاج العمود أو الأرجل للنقل، إضافة إلى ذلك، يحتوي الناقل على عجلات ناعمة. منطقة إجراء العملية أكثر تعقيمًا نظرًا لكون العجلات بعيدة عن النظام، على عكس الطاولات المتحركة التي تكون صعبة التنظيف وأقل تعقيمًا. يمكن تدوير العمود 360 درجة ويوفر مساحة مثالية لأقدام فريق العمل. والجزء العلوي من الطاولة، نتيجة استخدام مواد ذات قابلية إشعاعية، هو نافذ للأشعة تمامًا.
الطاولة الجراحية العالمية موجودة بشكليها الثابت، والمتحرك. الطاولة المتحركة لها استخداماتها الخاصة. يمكن أن تكون العملية يدوية أو مُعتمدة على الدواسات أو على الأجهزة المتحركة.

## وضعيات الجلوس على طاولة العمليات
يمكن أن يحصل المرضى على تقرحات جلدية نتيجة الضغط الناتج من الاستلقاء بصورة غير صحيحة أو الاستلقاء لوقت طويل. يحاول كادر التمريض والأطباء منع ذلك من الحصول. الوضعيات اعتيادي هي، على سبيل المثال، الظهر، والمعدة، والجانب، ووضعية ترندنبيلرغ (وضعية طبية يكون فيها المريض مستلقيًا على ظهره وواضعًا قدميه على مستوى أعلى من الرأس بمقدار 15-30 درجة)، والوضع الجالس وشبه الجالس.
يجب تحديد وضع جلوس المريض بالتعاون مع الطبيب المخدر، والجراح وفريق غرفة الجراحة. يجب اتخاذ هذا القرار قبل البدء بالعملية، حيث يؤخذ بنظر الاعتبار إضافة إلى نوع العلمية، وزن وعمر المريض إضافة إلى صحة المريض العامة بالنسبة للقلب، ودوران الدم، والأيض الخ.

## مميزات طاولة العمليات
على العكس من طاولات العمليات المتحركة المستخدمة في المستشفيات التي تضم غرف جراحة صغيرة، على سبيل المثال، غرف الجراحة العاجلة، تتميز طاولات العمليات الحديثة بقابليتها العالية على الحركة. وتحتوي على قطعة علوية مصممة خصيصًا لمجموعة من الاختصاصات، يمكن تبديل هذه القطع لتُناسب استخدام أوسع في غرفة العمليات. الطاولة ذات العمود المستقر هي أكثر نظافة وتعقيم. خيارات النقل الموجودة في الطاولة تُحسن من سرعة نقل المريض من وحدة النقل إلى غرفة العمليات. وأخيرًا، يمكن استخدام طاولة النقل التي تحوي على عمود ثابت في أجهزة التصوير، كجهاز تصوير الأوعية الدموية والتصوير المقطعي وغيره.